# 明神繁正
明神 繁正（みょうじん しげまさ、1972年7月22日 - ）とは、地方競馬の高知競馬場の別府真司厩舎に所属していた元騎手である。勝負服の柄は黒・桃菱山形一文字。高知県出身、血液型B型。

## 来歴
1990年3月31日付けで地方競馬騎手免許を取得し、土居高知厩舎からデビュー。同年4月21日高知競馬ヒカルシンボリで初騎乗。同年5月28日高知競馬第3競走でユウイチバンに騎乗し、初勝利を挙げる。
1991年8月4日第6回全日本新人王争覇戦出場（10人中6位）。
1992年12月14日高知競馬第9競走第20回金の鞍賞をシャルマンダンサーで優勝し、重賞初制覇（9頭立て）。
1994年10月3日高知競馬第10競走せきれい特別（C31）をエフテマーガレットで優勝し、地方競馬通算100勝達成（10頭立て9番人気）。
2004年3月7日第18回高知競馬6日目第6競走C2条件戦をセニョールベストで優勝し、地方競馬通算500勝達成。
2010年3月引退を発表、同月14日に引退式が高知競馬場にて行われた。同年2月より過去の怪我を治療するために療養をしていたが、復帰の目途がつかないことが理由と言われている。
生涯通算成績は8399戦686勝・2着788回・3着857回・勝率8.2%・連対率17.5%。

## おもな騎乗馬
- シャルマンダンサー（1992年金の鞍賞）
- ミスターナムラ（1994年桂浜月桂冠賞）
- バイタルサイン（1996年高知市長賞）
- ブルーグロリア（1997年マンペイ記念）
- マッケンリーダー（1999年珊瑚冠賞）
- ニッタレヴュー（2006年二十四万石賞）
- スパイナルコード（2007年黒潮皐月賞）
- マリスブラッシュ（2008年黒潮スプリンターズカップ）